# Lucía Sánchez Saornil

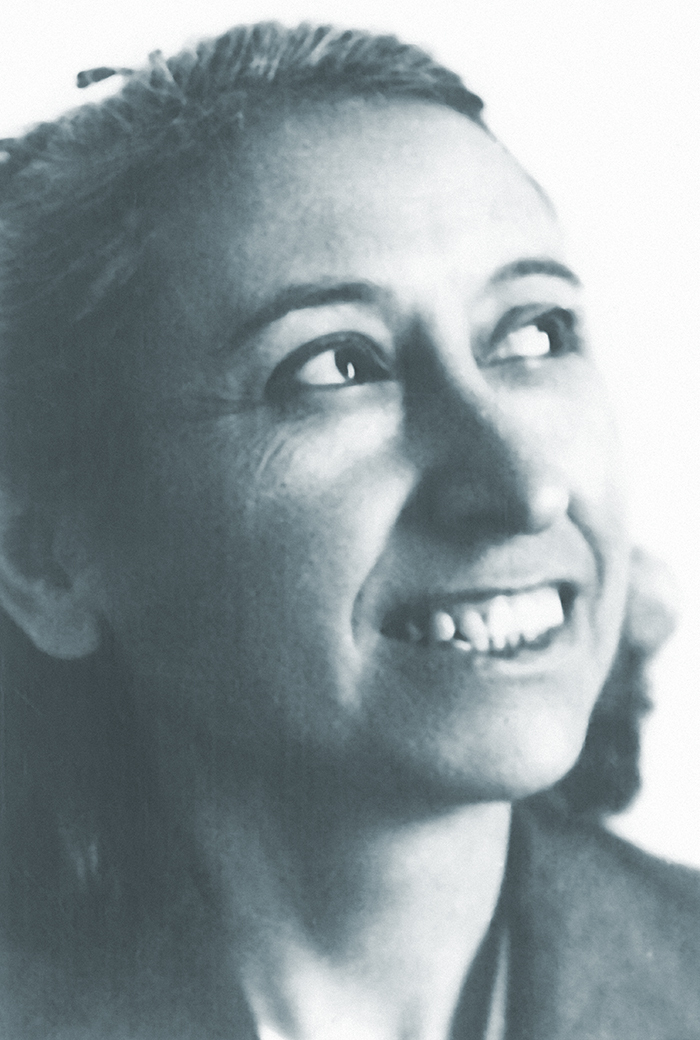
Lucía Sánchez Saornil nach 1939

Lucía Sánchez Saornil (* 13. September 1895 in Madrid; † 2. Juni 1970 in Valencia) war eine spanische Schriftstellerin und Anarchistin. Sie war eine der Gründerinnen der anarchistischen Organisation Mujeres Libres.

## Leben
Saornil wurde in eine verarmte Madrider Familie hineingeboren und von ihrem verwitweten Vater aufgezogen. 1916 trat sie als Telefonistin bei Telefónica in das Arbeitsleben ein, studierte aber parallel dazu an der Real Academia de Bellas Artes de San Fernando in ihrer Geburtsstadt. Ab 1919 wurden ihre literarischen Texte vermehrt in Zeitschriften publiziert. Die Autorin schrieb damals meist unter einem männlichen Pseudonym.
In den 1930er Jahren wendete sie sich verstärkt dem Anarchosyndikalismus zu und richtete sich dabei mit der Teilnahme an einem Streik auch gegen ihren Arbeitgeber Telefónica. Sie arbeitete darauffolgend für die Confederación Nacional del Trabajo, später für eine andere anarchistisch-antifaschistische Organisation.
1936 gründete sie drei Monate vor Beginn des Spanischen Bürgerkrieges zusammen mit Mercedes Comaposada und Amparo Poch y Gascón die anarchistische Organisation Mujeres Libres (freie Frauen). In dieser waren über 20.000 Frauen vereinigt, die aktiv gegen die faschistische Franco-Diktatur kämpften.

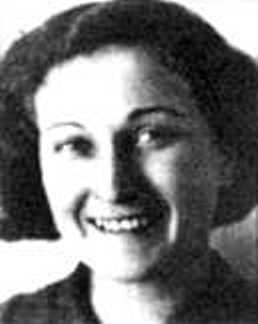
América Barroso García, die Lebensgefährtin von Saornil

Bei journalistischen Arbeiten in Valencia lernte die lesbische Saornil ihre spätere Lebensgefährtin América Barroso García kennen. Nach dem Sieg Francos war das Paar gezwungen nach Paris zu emigrieren, kehrte jedoch aufgrund der deutschen Besetzung Frankreichs Anfang der 1940er Jahre nach Madrid zurück, wo Saornil im Bildbearbeitungsbereich tätig war. Bald verließen sie Madrid abermals, diesmal in Richtung Valencia. Dort verfügte ihre Partnerin, zu welcher Saornil die Beziehung wegen aufkommender Verfolgung durch das Franco-Regime nur im Geheimen führen konnte, über familiäre Bindungen. 
Saornil setzte ihre Arbeit, die sie in Madrid begonnen hatte, bis zu ihrem Tod durch Krebs im Jahr 1970 fort.

## Werk
Saornil veröffentlichte eine Vielzahl von Gedichten und anderen literarischen Texten, die dem Ultraismus zugeordnet werden. Sie nutzte die Literatur oft als Ausdrucksmittel ihrer politischen Überzeugungen und publizierte in anarchistischen und feministischen Zeitschriften.